# One Epic Game
One Epic Game je česká videohra z roku 2011. Vytvořilo ji nezávislé herní studio Grip Games. Hra je určena pro konzole PlayStation 3, PlayStation Vita a PlayStation Portable. Kromě toho hra vyšla i pro IPhone a Android. Jedná se o akční arkádu. Hra paroduje různá herní a filmová klišé.

## Gameplay
Hráč ovládá neustále běžící postavu a přeskakuje propasti či překážky a zabíjí nepřátele, kteří se mu postaví do cesty. Ve hře se vyskytuje několik módů. Hlavní je příběh v němž je několik misí, které na sobe dějově navazují. V každé misi plní hráč nějaký úkol (například uběhnout 1000, dostat se do cíle s jedním životem, nebo zabít určitý počet nepřátel). Mise se odehrávají v několika prostředích - Zombie Outbreak, Nuclear Wasteland, World War 2, Alien Invasion a Fantasy Kingdom. Mezi každou misí se vyskytují komiksové scény.
Další režim je Free Run. v něm si hráč napřed vybere prostředí a poté se snaží získat co nejvyšší skóre.
Posledním režimem je Challenges. V něm se plní určité cíle, z nichž si hráč vybere. Lze si také nastavit obtížnost. Za nejlehčí získá bronzovou medaili a za nejtěžší zlatou.
Ve hře se vyskytuje několik zbraní. Hlavní je pistole, s níž hráč začíná. Může si však vzít i jinou zbraň, jako třeba brokovnici, kulomet, raketomet, plamenomet nebo laser. Každá zbraň má jiné vlastnosti. Když je hráč zraněn tak se mu získaná zbraň změní na pistoli. Vždy je možno nést jen jednu zbraň. Lze také nalézt srdce, které přidá život a jetpack, který umožní po omezenou dobu létat. Po každých 1000 metrech je checkpoint.

## Příběh
Hra sleduje střetnutí hlavního hrdiny s ďábelským Zorkem, který chce zničit svět pomocí mixu mnoha klišé.

## Postavy
- Alpha Dog - hlavní postava hry. Je typickým akčním hrdinou. Má za úkol zachránit svět. Je si vědom toho, že je herní postavou.[4]
- Zork - hlavní záporná postava hry. Chce zničit svět.
- Mr. P - americký prezident. V průběhu hry komunikuje s Alpha Dogem a občas mu dává úkoly.